# Rejon mariupolski
Rejon mariupolski (ukr. Маріупольський район) – rejon w obwodzie donieckim Ukrainy. Został utworzony w 2020 roku w wyniku reformy administracyjnej. Siedzibą administracyjną rejonu jest Mariupol. W 2021 roku rejon zamieszkiwało 510 425 osób.